# الرباط (بني مطر)

تعديل مصدري - تعديل

الرباط هي إحدى قرى عزلة البروية بمديرية بني مطر التابعة لمحافظة صنعاء، بلغ تعداد سكانها 287 نسمة حسب تعداد اليمن لعام 2004.